# Anne Lindhardt
Anne Margrethe Frank Lindhardt (født Frank den 10. april 1946 i København) er en dansk psykiater, overlæge, tidligere centerchef på Psykiatrisk Center Bispebjerg og tidligere formand for Psykiatrifonden. Anne Lindhardt har også været medlem af Retslægerådet og formand for psykiaterne i European Union of Medical Specialists.
Lindhardt er gift med Mogens Lindhardt og mor til skuespilleren Thure Lindhardt.